# Круглый уровень
Круглый уровень — стеклянная ампула в форме части сферы с нанесенными на неё концентрическими окружностями. Нуль-пунктом круглого уровня является центр окружностей. Нормаль к сферической поверхности ампулы проведенная в нуль-пункте называется осью круглого уровня.